# Mert Kömür
Mert Kömür (* 17. Juli 2005 in Dachau) ist ein deutsch-türkischer Fußballspieler. Er steht seit Beginn seiner Profikarriere beim FC Augsburg unter Vertrag und ist deutscher Junioren-Nationalspieler.

## Karriere
Kömür ist ein 1,83 Meter großer Mittelfeldspieler und spielt kreativ und flexibel sowohl im offensiven als auch im zentralen Mittelfeld.

### Vereine

#### Nachwuchs und Amateur
Kömür kam 2005 als Sohn von einem türkischstämmigen Vaters und einer deutschen Mutter in der oberbayerischen Mittelstadt Dachau zur Welt. Dort begann er in seiner Kindheit mit dem Vereinsfußball beim örtlichen Sportverein TSV Dachau 1865. 2016 wechselte Kömür innerhalb der Metropolregion München zur Jugend von TSV 1860 München und wurde dort fußballerisch weitere drei Jahre ausgebildet. Im Sommer 2019 wechselte er erneut innerhalb der Metropolregion, zur Jugendmannschaft des Bundesligisten FC Augsburg.
In der B-Junioren-Bundesliga 2021/22 spielte er für die U17-Junioren des FC Augsburgs und überzeugte bis März 2022 in 16 U17-Ligaspieleinsätzen mit neun Scorerpunkten, bestehend aus erzielten fünf Toren und vier Torvorlagen. Während seiner überzeugenden U17-Junioren-Leistungen kam er in der gleichen Saison auch seit Dezember 2021 vereinzelt bereits mit 16 Jahren auch für die U19-Junioren Augsburgs in der A-Junioren-Bundesliga 2021/22 zum Einsatz und trug dort einmalig auch zu einem Punktgewinn bei. Mit seiner U19-Juniorenmannschaft qualifizierte sich Kömür als Staffelmeister für die Meisterschafts-Endrunde der A-Junioren-Bundesliga 2022 und schied dort mit seiner Mannschaft im Halbfinale aus.
In der nächsten Saison spielte er weiterhin für die U19-Junioren in der A-Junioren-Bundesliga 2022/23 und nach seinen überzeugenden Leistungen im August 2022 wurde er weiter befördert. Kömür kam bereits mit 17 Jahren erstmals im September 2022 in der Herren-Zweitmannschaft des FC Augsburgs, FC Augsburg II, auch zum Einsatz als Einwechselspieler in der viertklassigen Regionalliga Bayern 2022/23 gegen den Meisterschaftsführenden Würzburger Kickers. Im Rest der Saison 2022/23 spielte Kömür weiter als Stammspieler für die U19-Junioren und kam seit März 2023 auch regelmäßiger in der Herren-Zweitmannschaft in der Regionalliga Bayern zum Einsatz. In der Saison 2023/24 kam Kömür mit 18 Jahren anfänglich fast ausschließlich in der Herren-Zweitmannschaft zu Einsätzen, bevor er später endgültig zum Profifußballspieler mit Pflichtspieleinsätzen aufstieg.
In der Hinrunde der Regionalliga Bayern 2024/25 erhielt Kömür in den Herbstmonaten nochmal Pflichtspielpraxis als Startformationsspieler viel Spielzeit, nachdem er in der Bundesliga-Hinrunde 2024/25 der Profi-Erstmannschaft anfänglich in den Anfangsmonaten nur zu einem sporadischen Spieleinsatz gekommen war. Danach etablierte er sich langsam für den Profistammkader der Augsburger primär als häufiger Einwechselspieler.

#### Profi
Seit dem Sommer-Trainingslager 2022 trainierte Kömür regelmäßig bei der lizenzierten Profimannschaft des FC Augsburgs mit. Nach seinen überzeugenden U19-Junioren-Leistungen mit erzielten Toren und Torvorlagen und nach dem Winter-Trainingslager 2022/23 erhielt er im Februar 2023 mit 17 Jahren seinen ersten Profivertrag, bis Ende Juni 2027. Am letzten Spieltag der Bundesliga 2022/23 stand er erstmals im Spieltagskader, aber kam jedoch noch nicht zu seinem ersten Profieinsatz. In der Folgesaison stand Kömür ab Januar 2024 häufiger im Spieltagskader. Im weiteren Ligasaisonverlauf gab er im April 2024 sein Profispieldebüt mit 18 Jahren als Einwechselspieler gegen TSG 1899 Hoffenheim. Im weiteren Verlauf des Frühlings 2024 kam er zu vereinzelten weiteren Profieinsätzen. Am letzten Spieltag der Bundesligasaison 2023/24, ausgetragen 18. Mai 2024, gab er sein Profi-Startelfdebüt und -Tordebüt mit 18 Jahren und 306 Tagen gegen die historische ungeschlagene Meistermannschaft Bayer 04 Leverkusen, mit seinem Profi-Tordebüt wurde Kömür zum jüngsten Bundesliga-Torschützen der Vereinsgeschichte vom FC Augsburg.
In der Hinrunde der Bundesliga 2024/25 kam er sporadisch zu Einsätzen als Einwechselspieler. In der anschließenden Rückrunde kam Kömür teils als regelmäßiger und erfolgreicher Einwechselspieler zu mehr Einsätzen. Er tat sich als erfolgreichster Jokerspieler seiner Mannschaft in der Bundesliga-Saison hervor, indem Kömür mit seinen Torbeteiligungen in den Schlussphasen der Bundesligaspiele entscheidend zu zwei Spielsiegen und zu einem Remis führte. Dabei erzielte er am sechstletzten Spieltag in den Schlussspielminuten in Unterzahl seiner Mannschaft entscheidend das 2:1-Auswärtssiegtor, womit Kömür im April 2025 mitentscheidend den frühzeitigen Klassenerhalt seiner Mannschaft beziehungsweise das erste Saisonziel des Trainers Jess Thorup sicherte. Gegen Saisonende 2024/25 erhielt er ab April 2025 nach dem gesicherten Klassenerhalt mit 19 Jahren mehr Startformationsspieleinsätze. Aufgrund seiner Leistungen verlängerten die Augsburger im Juli 2025 seinen Vertrag vorzeitig bis Ende Juni 2029.

### Auswahlmannschaften
Beim U14-Länderpokal gehörte Kömür im Mai 2019 zu den U14-Auswahlspielern der Erstmannschaft des Bayerischen Fußball-Verbandes und bestritt im Sichtungsturnier alle Spiele seiner Mannschaft, mit seiner Mannschaft wurde er Turnierachter.

#### Deutscher Fußball-Bund (DFB)
Kömür entschied sich, als Nationalspieler für den Deutschen Fußball-Bund aufzulaufen. Seit August 2021 spielt er für die Junioren-Auswahlen Deutschlands und dort begann er bei den U17-Junioren. Im November 2022 gewann Kömür mit den U18-Junioren das U18-Nationen-Turnier in Israel und dabei bestritt er alle Turnierspiele. Seine ersten Qualifikationsturnier-Einsätze für Junioren-Europameisterschaften bestritt Kömür bei den U19-Junioren im Oktober 2023 und diese erfolgten mit erzielten zwei Toren von ihm, aber die ohne Finalturnier-Qualifikation endete.
Seit September 2024 spielte er für die U20-Mannschaft Deutschlands in der U20-Elite-League 2024/25, dabei trug Kömür mit zwei Torbeteiligungen auch mit zum Ligasieg bei.

#### Türkische Fußball Föderation (TFF)
Die Türkische Fußball Föderation (TFF) wirbt offenbar seit 2025 aktiv, um Kömür für die türkische Nationalmannschaft zu gewinnen. Aufgrund der türksichen Wurzeln väterlicherseits ist Kömür nach FIFA-Statuten, auch für die türkischen Nationalmannschaften spielberechtigt. Eine Delegation der TFF besuchte bereits seine Familie und kontaktierten seinen Spielerberater.

## Erfolge
- FC Augsburg U19-Junioren
  - Staffelmeister des Süd/Südwestens der A-Junioren-Bundesliga: 2021/22[1][2]

- Deutsche Nationalmannschaften
  - U18-Junioren
    - U18-Nationen-Turnier in Israel: Sieger 2022[13]

  - U20-Mannschaft
    - U20-Elite-League: Sieger 2024/25[14]